# بخش کورمانت، شهرستان بلترامی، مینه سوتا
بخش کورمانت (به انگلیسی: Cormant Township) یک منطقهٔ مسکونی در ایالات متحده آمریکا است که در شهرستان بلترامی، مینه‌سوتا واقع شده‌است.
 بخش کورمانت ۹۴٫۴ کیلومتر مربع مساحت و ۲۰۷ نفر جمعیت دارد و ۳۸۵ متر بالاتر از سطح دریا واقع شده‌است.